# Давид Гурамишвили (фильм)
«Давид Гурамишвили» — грузинский советский чёрно-белый художественный фильм, снятый на Тбилисской киностудии в 1946 году.

## Сюжет
Фильм повествует о грузинском поэте-воине Давиде Гурамишвили, жившем в XVIII веке.

## В ролях
- Георгий Шавгулидзе — Давид Гурамишвили
- Кохта Каралашвили — Георгий
- Александр Омиадзе — Вахтанг VI, царь Картли
- Додо Чичинадзе — Кетеван
- Шалва Гамбашидзе
- Фаина Шевченко — императрица Анна Иоанновна
- Татьяна Окуневская — Елизавета Петровна, цесаревна
- Иван Перестиани — Волынский
- Яков Малютин — Эрнест-Иоганн Бирон, герцог
- Осип Абдулов — Ушаков
- Анатолий Смиранин — Фридрих II, король Пруссии
- Нино Чхеидзе — княгиня
- Александр Апхаидзе
- Георгий Давиташвили — Саба Сулхан Орбелиани
- Александр Джагарбеков
- Михаил Мгеладзе — поэт Джавахишвили
- Михаил Султанишвили
- Иван Тоидзе

## Съёмочная группа
- Режиссёры-постановщики: Николай Санишвили, Иосиф Туманишвили
- Художник по костюмам: Тамара Абакелия